# 罗伯特·范达默
罗伯特·科瓦日克（捷克語：Robert Kovařík，1969年8月11日—），艺名罗伯特·范达默（Robert Van Damme），是捷克㚻片演员、导演及制片人，曾为冰球运动员。自2003年进入色情行业以来，他于2005年成为Hot House Entertainment的专属模特，并在2009年创立了自己的同性恋色情工作室RVD Films。然而在2014年，范达默因1999年至2000年间涉及的一系列持械抢劫案被捷克法院判处九年监禁。

## 生平
科瓦日克出生于捷克斯洛伐克，在20世纪90年代曾经是LHK霍克斯·普罗斯特约夫冰球队的成员，随后又为MBK维什科夫队效力。
捷克当局指控科瓦日克于1999年和2000年在普罗斯捷约夫领导一个团伙实施了两起持械抢劫案。他在警方的拘留下度过了两年，这也是捷克法律规定在未确认有罪的情况下，犯罪嫌疑人可以被拘留的最长时间，随后他得以获释。科瓦日克之后离开捷克前往美国，随后因涉及抢劫和盗窃而被缺席判处10年监禁。科瓦日克声称自己是机动车盗窃团伙的参与者，但否认领导了团伙抢劫。
在加利福尼亚州生活期间，科瓦日克被美国同性恋色情工作室Blue Blake Productions发现，并于2003年以艺名“罗伯特·范达默”首次进入同性恋色情片行业。范达默因其在“强攻”角色中的出色表现而备受欢迎。2005年，他在野马工作室的电影《猎杀》中首次出演剧情长片，并于同年与Hot House Entertainment签订了独家合约。
2006年，捷克法院对科瓦日克发出了逮捕令。2009年2月，科瓦日克与当时的妻子共同创立了同性恋色情工作室RVD Films。同年3月该公司发行了首部电影《罗伯特·范达默的私人派对》，这也是科瓦日克作为导演的处女作。他于同年入选Grabby奖名人堂，并荣获艰难选择奖最佳新导演奖。2010年，RVD Films开始通过视频点播网站GayMovies.com发行其电影。
2010年5月21日，科瓦日克在洛杉矶被美国移民及海关执法局逮捕并拘留。美国国务院于2013年3月批准将其驱逐出境，并于同年5月将其引渡回捷克。他的重审于2013年9月在布尔诺地区法院启动。庭审于2014年3月结束，法院最终判处他九年监禁。

## 荣誉
| 年份   | 奖项/节日  | 类别       | 结果 | 参考文献 |
| ------ | ---------- | ---------- | ---- | -------- |
| 2009年 | Grabby奖   | 名人堂     | 獲獎 | [ 8 ]    |
| 2009年 | 艰难选择奖 | 最佳新导演 | 獲獎 | [ 9 ]    |